# Ranoidea verrucosa
Ranoidea verrucosa là một loài ếch đào hang có nguồn gốc ở New South Wales và Queensland, Úc. Loài này sẽ đào hang vào thời kỳ khô hạn, và ra ngoài để sinh sản và kiếm ăn khi trời mưa.